# Дигитален маркетинг
Дигитален маркетинг е вид маркетинг, който използва цифрови рекламни канали за комуникация за разпространение на продукти и услуги на максимално широка аудитория, за да се популяризира успешно дадената стока. По този начин се изгражда лична връзка с клиента и възможност за спечелване на доверие, търпение и постоянство от страна на потребителя. Дигиталният маркетинг има много сходни черти с традиционния маркетинг, но се различава по това, че се предоставя на аудитория, използваща цифрови технологии. Терминът е сравнително ново понятие, насочено към сферата на маркетинга и комуникацията.

## Видове дигитален маркетинг
Някои от най-популярните видове дигитален маркетинг са:
- Маркетинг в социалните мрежи
- Имейл маркетинг
- Контент маркетинг или маркетинг чрез съдържание
- Партньорски маркетинг
- Маркетинг в интернет търсачките

## Стратегии за дигитален маркетинг
Съществуват два основни вида стратегии за дигитален маркетинг:
При ”PUSH” дигиталния маркетинг съществува съществена връзка между създателите на услугата/продукта и клиента. В този случай маркетологът изпраща промоционални съобщения на потребителите посредством електронна поща, SMS или RSS. Тази дигитална форма на маркетинга е изключително ефективна при изпращането и получаването на директни послания. По този начин се привлича личното внимание на клиента.
При „PULL“ дигиталния маркетинг информацията и съдържанието се търсят от клиента посредством интернет сайтове, блогове и видео материали, след което се изготвя необходимата за нуждите на пазара оферта. Тази форма на маркетинг е своеобразен уеб базиран метод, при който не съществуват ограничения относно обема на съдържание, който ще бъде представен на клиентите.

## Дигиталният маркетинг в бизнеса
С бързото развитие на технологиите модерните медийни компании постоянно развиват своите маркетингови стратегии. Маркетинг целите не са се променили. Само инструментите, с които се постигат. Появата на съвременни дигитални комуникационни инструменти и технологии, налага интернет като основен маркетингов инструмент на 21-ви век и дигиталният маркетинг се превръща в съществена част от дейността на организацията. Дигиталният маркетинг е насочен към вниманието на потребители използващи не само интернет, но и всички цифрови носители.
Една от последните тенденции в интернет маркетинга е въвеждането на видео маркетинг.
Видео маркетингът е част от дигиталния маркетинг на една компания. Използва се за бързо, лесно и удобно промотиране и осъществяване на отношения с бъдещи и настоящи клиенти. Състои се в създаването на видеа с любопитно съдържание за аудиторията, които имат за цел да представят даден продукт, услуга или представят бранда в най-добрата му светлина. Едно от най-важните предимства на видео маркетинга е, че има възможността да образова потребителя. Разбира се, има методики, по които да се случва тази стратегия, като обхващането на възможно най-много известни комуникационни канали.
Присъствието в социалните мрежи също е част от видео маркетинга, тъй-като видеото има за цел да въздейства на много голяма аудитория.